# Edgeworthia albiflora
Edgeworthia albiflora är en tibastväxtart som beskrevs av Takenoshin Nakai. Edgeworthia albiflora ingår i släktet Edgeworthia och familjen tibastväxter. Inga underarter finns listade i Catalogue of Life.